# Jiří Kormaník
Jiří Kormaník (* 26. März 1935 in Scăiuș, Kreis Caraș-Severin, Rumänien; † 3. November 2017) war ein tschechoslowakischer Ringer. Er gewann bei den Olympischen Spielen 1964 in Tokio eine Silbermedaille im griechisch-römischen Stil im Mittelgewicht.

## Werdegang
Jiří Kormaník wuchs in Chomutov auf und begann dort als Jugendlicher beim Sportklub ASK Valzap Chomutov mit dem Ringen. Er konzentrierte sich dabei auf den griechisch-römischen Stil. Bei einer Größe von 1,74 m rang er im Mittelgewicht bzw. im Halbschwergewicht. Sein Debüt bei internationalen Meisterschaften gab er bei der Weltmeisterschaft 1958 in Budapest. Er bestritt dort im Halbschwergewicht drei Kämpfe, wobei er gegen Herbert Albrecht aus Suhl unentschieden rang, gegen György Gurics aus Ungarn und Rune Jansson aus Schweden aber verlor. Er kam damit auf den 8. Platz.
Im Jahre 1960 vertrat er die Tschechoslowakei bei den Olympischen Spielen in Rom. Hier startete er im Mittelgewicht, landete zwei Siege und rang dann gegen Lothar Metz aus Rostock unentschieden. Seinen vierten Kampf verlor er gegen den türkischen Weltmeister von 1958 im Weltergewicht Kâzım Ayvaz. Er schied damit aus und belegte den 9. Platz.
Bei der Weltmeisterschaft 1961 in Yokohama startete Jiří Kormaník auch im freien Stil, weil die ČSSR aus Kostengründen nur eine begrenzte Anzahl von Ringern nach Yokohama entsenden konnte. Im freien Stil gelang ihm ein Sieg, aber Niederlagen gegen Géza Hollósi aus Ungarn und Mansour Mehdizadeh aus dem Iran, der in dieser Gewichtsklasse Weltmeister wurde, zwangen ihn zum Ausscheiden. Er kam dabei auf den 5. Platz. Den gleichen Platz belegte er auch im griech.-römischen Stil mit einem Sieg, einem Unentschieden und einer Niederlage gegen Yavuz Selekman aus der Türkei.
Auch bei der Weltmeisterschaft 1962 in Toledo (Ohio) waren nur wenige tschechoslowakische Ringer am Start. Jiří Kormaník gehörte nicht dazu und auch 1963 startete er bei keinen internationalen Meisterschaften. Im Jahre 1964 nahm er aber zum zweiten Mal an Olympischen Spielen teil. In Tokio startete er im griech.-röm. Stil im Mittelgewicht. Mit vier Siegen, davon einer gegen Lothar Metz und zwei Unentschieden gegen Stig Persson aus Schweden und Géza Hollósi gewann er in Tokio die Silbermedaille hinter Branislav Simić aus Jugoslawien und vor Lothar Metz. Er hatte dabei keine Gelegenheit mehr gegen Simić um die Goldmedaille zu kämpfen, weil er nach der 6. Runde die erlaubte Höchstpunktzahl an Fehlerpunkten (6) überschritten hatte, während Simić noch darunter lag.
Im Jahre 1965 gewann Jiří Kormaník mit dem 3. Platz bei der Weltmeisterschaft in Tampere auch eine WM-Medaille. Bemerkenswert war dabei das Unentschieden, der er gegen den starken Türken Tevfik Kış erzielte. Im Jahre 1966 startete Jiří Kormaník bei der erstmals seit 1949 wieder stattfindenden Europameisterschaft, die in Essen ausgetragen wurde. Dabei leistete er sich den Fauxpas nach einem Unentschieden gegen den Finnen Kaarlo Wieser von dem Luxemburger Raymund Schummer geschultert zu werden, womit er ausschied und nur auf den 15. Platz kam.
Auch im Jahre 1967 war er nicht sehr erfolgreich, denn er landete sowohl bei der Europameisterschaft in Minsk als auch bei der Weltmeisterschaft in Bukarest auf dem 8. Platz im Mittelgewicht. In Minsk verlor er dabei gegen den Polen Bolesław Mackiewicz und den Ungarn László Sillai und in Bukarest gegen Lothar Metz und noch einmal gegen Sillai, der Weltmeister wurde.
Mit drei Siegen und zwei Unentschieden gelang Jiří Kormaník dann bei der Europameisterschaft 1968 in Västerås im Mittelgewicht noch einmal ein Medaillengewinn (Bronzemedaille). Bei den Olympischen Spielen 1968 in Mexiko-Stadt gelang ihm dies aber nicht mehr, denn er gewann dort nur gegen den Schweizer Jean-Marie Chardonnens und verlor gegen Walentin Olenik aus der Sowjetunion und Branislav Simić aus Jugoslawien und erreichte nur den 10. Platz.
Nach den Olympischen Spielen 1968 beendete er seine Laufbahn als aktiver Ringer und wirkte bei seinem Stammverein als Trainer.

## Internationale Erfolge
(OS = Olympische Spiele, WM = Weltmeisterschaft, EM = Europameisterschaft, GR = griechisch-römischer Stil, F = freier Stil, Mi = Mittelgewicht, bis 1968 bis 79 kg Körpergewicht, ab 1969 bis 87 kg Körpergewicht, Halbschwergewicht, bis 1968 bis 87 kg Körpergewicht, ab 1969 bis 97 kg Körpergewicht)
| Jahr | Platz  | Wettbewerb                         | Stil | Gewichtsklasse | |
| 1957 | 3.     | III. Intern. Sportspiele in Moskau | GR   | Mittel         | hinter Dimitar Dobrew, Bulgarien und vor Wassili Zenin, UdSSR |
| 1958 | 8.     | WM in Budapest                     | GR   | Halbschwer     | mit einem Unentschieden gegen Herbert Albrecht, DDR und Niederlagen gegen György Gurics, Ungarn und Rune Jansson, Schweden                                          |
| 1960 | 9.     | OS in Rom                          | GR   | Mittel         | mit Siegen über Mansour Hasrati, Iran und André Lamy, Frankreich, einem Unentschieden gegen Lothar Metz, Deutschland und einer Niederlage gegen Kâzım Ayvaz, Türkei |
| 1961 | 5.     | WM in Yokohama                     | F    | Mittel         | mit einem Sieg über Oh Jei-Young, Korea und Niederlagen gegen Géza Hollósi, Ungarn und Mansour Mehdizadeh, Iran                                                     |
| 1961 | 5.     | WM in Yokohama                     | GR   | Mittel         | mit einem Sieg über Abbas Golmakhani, Iran, einem Unentschieden gegen Géza Hollósi und einer Niederlage gegen Yavuz Selekman, Türkei                                |
| 1964 | Silber | OS in Tokio                        | GR   | Mittel         | mit Siegen über Kenjirō Hiraki, Japan, István Raskovy, Ungarn, Yavuz Selekman und Lothar Metz und Unentschieden gegen Stig Persson, Schweden und Géza Hollósi       |
| 1965 | 3.     | WM in Tampere                      | GR   | Mittel         | mit Siegen über Tatsumi Hayama, Japan und Yocoub Abousalloum, Libanon und Unentschieden gegen Tevfik Kış, Türkei, Petar Cucić, Jugoslawien und Stig Persson         |
| 1966 | 15.    | EM in Essen                        | GR   | Mittel         | nach einem Unentschieden gegen Kaarlo Wieser, Finnland und einer Niederlage gegen Raymond Schummer, Luxemburg                                                       |
| 1967 | 8.     | EM in Minsk                        | GR   | Mittel         | mit einem Sieg über Bernard Philippi, Luxemburg, einem Unentschieden gegen Stig Persson und Niederlagen gegen Bolesław Mackiewicz, Polen und László Sillai, Ungarn  |
| 1967 | 8.     | WM in Bukarest                     | GR   | Mittel         | mit einem Sieg über Kenjirō Hiraki und Niederlagen gegen Lothar Metz und László Sillai                                                                              |
| 1968 | 2.     | „Dan-Kolew“-Turnier in Sewljewo    | GR   | Mittel         | hinter Petar Krumow, Bulgarien und vor Nicolae Neguț, Rumänien |
| 1968 | 3.     | EM in Västerås                     | GR   | Mittel         | mit Siegen über Mosche Weinberg, Israel, Yavuz Selekman und Teuvo Ojala, Finnland und Unentschieden gegen Bertil Nyström, Schweden und Nicolae Neguț                |
| 1968 | 10.    | OS in Mexiko-Stadt                 | GR   | Mittel         | mit einem Sieg über Jean-Marie Chardonnens, Schweiz und Niederlagen gegen Walentin Olenik, UdSSR und Branislav Simić, Jugoslawien                                   |

## Tschechoslowakische Meisterschaften
Jiří Kormaník gewann vier tschechoslowakische Meistertitel im griechisch-römischen Stil im Mittel- bzw. Halbschwergewicht.